# Rhinopias filamentosus
Rhinopias filamentosus és una espècie de peix pertanyent a la família dels escorpènids.

## Descripció
- Fa 2,9 cm de llargària màxima.[4][5]

## Hàbitat
És un peix marí, demersal i de clima tropical.

## Distribució geogràfica
Es troba al Pacífic occidental central: les illes Filipines.

## Observacions
És inofensiu per als humans.